# خالد البكري
خالد البكري (1962 - 15 يونيو 2018)، هو مُلحن مصري -سوري، 

## مسيرته
اشتهر بالألحان الرومانسية لكبار المطربين المصريين والعرب. من أشهر ألحانه «نسيني الدنيا» و«الحب الكبير» لراغب علامة؛ «أجمل نساء الدنيا» لصابر الرباعي؛ «حياتي» لأصالة؛ «أحلى الذكريات» لهاني شاكر. كما لحن العديد من الأعمال الدرامية وألف موسيقاها التصويرية كمسرحية «أولاد الغضب والحب» بطولة أحمد راتب؛ محمد نجاتي؛ أنوشكا 

## حياته ونشأته
خالد البكري متزوج ولديه ابنان أحمد، عمر 
ولد في دمشق، وتخرج من دنهام سبرينغز عام 1985 (المصدر صفحته الشخصية في فيسبوك)

## خلافات فنية
ثار خلاف حول أحد ألحانه وهو «أتحدى العالم» والذي غناه صابر الرباعي بعدما أقام الموسيقي اللبناني إلياس الرحباني دعوى قضائية يدعي فيها أن اللحن مشابه لأحد مقطوعاته الموسيقية التي صدرت في السبعينات. وقد ربحها الرحباني، بصدور حكم بإلزام الشركة المنتجة روتانا بسحب الألبوم من الأسواق وإضافة اسمه عليه.

## وفاته
توفى إثر حادث في عيد الفطر لعام 2018 حين رآي كلباً واستشعر أنّه يحتاج لماء وطعام فقرّر أنّ يتوقّف في الطّريق ويترك ولديه الصغار في السيّارة وينزل بالماء ليسقيه، ففوجيء أن الكلب مسعور وحاول مهاجمته وحين تراجع كرد فعل تلقائي صدمته سيارة فتوفى وهو يؤدي عملاً إنسانيا وتم تشييع جثمانه من مسجد السيد نفيسة بالقاهرة في يوم 16 يونيو 2018 . وقد نعاه العديد من المطربين والشعراء والموسيقيون الكبار بعد رحيله 

## وصلات خارجية
- خالد البكري على موقع قاعدة بيانات الأفلام العربية